# Neptunita
La neptunita és un mineral de la classe dels silicats que pertany i dona nom al grup de la neptunita. Va ser descoberta l'any 1893 prop de la localitat de Narsarsuaq, a Groenlàndia (Dinamarca), sent nomenada així pel déu del mar romà Neptú, per la seva associació amb el mineral de egirina nomenat pel déu escandinau del mar.

## Característiques químiques
Segons la classificació de Strunz és un fil·losilicat, amb transició entre l'estructura de fil·losilicat i la d'inosilicat, mentre que en altres classificacions com la de Dana és considerat un inosilicat en estructura tubular formant gàbies, igual que la resta de minerals del mateix grup de la neptunita. Sigui considerat d'una o una altra forma, sempre porta com a cations en la seva fórmula: potassi, sodi, liti, ferro i titani.
És isostructural amb la manganoneptunita (KNa₂Li(Mn2+)₂Ti₂Si₈O24), amb la qual forma una sèrie de solució sòlida, en la qual la substitució gradual del ferro per manganès va donant els diferents minerals de la sèrie.
A més dels elements de la seva fórmula, sol portar com a impureses una mica de manganès i calci.

## Formació i jaciments
Apareix en vetes de natrolita, tallant una inclusió d'esquist amb glaucòfan en una massa de roques serpentinites.
Sol trobar-se associat a altres minerals com: eudialita, arfvedsonita, egirina, natrolita, benitoita, joaquinita-(Ce), nordita-(La), lomonossovita, sodalita o ussinguita. A banda de la localitat tipus, s'ha trobat també en altres indrets com al comtat de San Benito (Califòrnia, Estats Units), al Mont Saint-Hilaire (Quebec) i a la Península de Kola (Rússia).